# Прохоренко, Виктор Валерьевич
Виктор Валерьевич Прохоренко (родился 18 мая 1966 года, Волгоград) — советский и российский тренер по плаванию, заслуженный тренер России.

## Биография
Окончил Волгоградскую государственную академию физической культуры. Кафедра Теории и методики водных видов спорта.
Тренер высшей квалификации.
Старший тренер ГКУ ВО «ЦСП по плаванию» и национальной сборной России. Один из учредителей волгоградского спортивного клуба по плаванию «Волга». 
Супруга — Оксана Анатольевна, тренер по плаванию. Сын — Максим, тренер по плаванию. 

## Воспитанники
- Ольга Бакалдина[англ.] — многократная чемпионка и рекордсменка России, финалистка Олимпийских игр 2000 года[1]
- Игорь Березуцкий — многократный чемпион и рекордсмен России, чемпион и призер чемпионатов Европы и мира, участник Олимпийских игр 2004 года[1]
- Ольга Детенюк — чемпионка и рекордсменка России, призер чемпионата Европы, чемпионка мира 2008 среди юношей, I юношеских Олимпийских игр 2010 года, участница Олимпийских игр 2008 года[1];
- Андрей Ушаков — призер и чемпион России, победитель юношеского Первенства Европы, победитель и призер I юношеских Олимпийских игр 2010 года[1].
- Наталья Ловцова — финалистка чемпионата мира 2013 года[8].